# Sarah Clark (judo)
Pour les articles homonymes, voir Sarah Clark et Clark.
Sarah Clark (née le 3 janvier 1978 à Durham) est une judokate britannique.  
Elle a participé aux Jeux olympiques d'été de 2004, 2008 et 2012,. 
Elle est sacrée championne d'Europe de judo dans la catégorie des moins de 63 kg en 2006 à Tampere et médaillée de bronze dans la catégorie des moins de 57 kg aux Championnats d'Europe de judo 2009 à Tbilissi.
Elle est aussi médaillée d'argent aux Championnats d'Europe par équipes de judo en 2002, médaillée d'argent des moins de 63 kg aux Jeux du Commonwealth de 2002 et médaillée d'or des moins de 63 kg aux Jeux du Commonwealth de 2014